# Cenowo (obwód Ruse)
Cenowo (bułg. Ценово) – wieś w północnej Bułgarii, w obwodzie Ruse. Siedziba administracyjna gminy Cenowo.

## Historia
Miejscowość powstała z inicjatywy tureckiego sułtana Kara Alego od Stambułu. Okoliczne gospodarstwa w XVIII i XIX wieku dawały schronienie licznym uchodźcom. Ci przybysze często osiedlali się tu na stałe. Miejscowość wcześniej nazywała się Czauszchan, później Czaouszewo. Natomiast 14 sierpnia 1934 roku wieś została przemianowana z Czaouszewo na Cenowo, na cześć słynnego przedsiębiorcy Dimityra Cenowa Swisztowa. W wyniku nowych podziałów administracyjnych w 1979 roku w Bułgarii Cenowo stało się ośrodkiem administracyjnym gminy Cenowo.

## Zabytki
- liczne kurhany trackie
- budynek poczty
- pomnik poświęcony czci Dimityra Cenowa